# 黒川藩
黒川藩（くろかわはん）は、越後国蒲原郡黒川（現在の新潟県胎内市黒川）に黒川陣屋を構え付近を領有した藩。

## 概要
第5代将軍・徳川綱吉のもとで活躍した有名な側用人・柳沢吉保の長男・柳沢吉里が享保9年（1724年）3月11日に甲府藩から大和郡山藩に移封された後の同年閏4月28日、吉保の四男・柳沢経隆が1万石を与えられて立藩したのが始まりである。初代藩主・経隆は藩の支配体制を固めるため、同年10月に34条に及ぶ法度を制定した。ところが経隆は在職1年あまりの享保10年（1725年）8月23日に死去。そのため、跡を継いだ柳沢里済が経隆の遺志を受け継いで藩の基盤固めを行なったが、同年のうちに百姓の大友村惣左衛門らが江戸に税金・川下げ運賃御免などを求めて出訴、さらには年貢未納までもが相次ぐという非常事態が起こった。これに対して里済は百姓を徹底して力で処罰し、享保15年（1730年）には宿場人馬の制度を整備して藩の支配制度を定めた。
ところで、黒川藩の財政基盤は1万石であったが、藩領は山地が多かったために新田開発が不可能であり、実質的な石高は1万石を切っていたとも言われている。その上に歴代藩主のほとんどは江戸に定府していたため出費がかさんでいた。そのため、厳しい年貢増徴はもちろんのこと、本家の郡山藩から借金してやりくりする有様であった。しかし財政は悪化し、天保14年（1843年）には5000両余りの借金を抱えていたと言われている。
第7代藩主・柳沢光昭は安政年間、黒川陣屋内に藩校「弘道館」を設け、藩士の子弟教育に努めた。ちなみに歴代藩主のほとんどが江戸定府であった中、文久3年（1863年）に光昭が初めて国入りしている。明治元年（1868年）の戊辰戦争において、光昭は会津藩の申し入れに従って奥羽越列藩同盟に家臣を送ったが、消極的な立場に留まるに終始する。翌年、養子で最後の藩主となった柳沢光邦が黒川藩知事となる。そして明治4年（1871年）7月14日、廃藩置県により黒川藩は廃されて黒川県となり、同年11月20日には新潟県に編入された。

## 歴代藩主
柳沢家
譜代、1万石。
1. 柳沢経隆（つねたか）〈従五位下・刑部少輔〉
2. 柳沢里済（さとずみ）〈従五位下・刑部少輔〉
3. 柳沢里旭（さとあきら）〈不明〉
4. 柳沢保卓（やすたか）〈従五位下・民部少輔〉
5. 柳沢信有（のぶとう）〈従五位下・伊勢守〉
6. 柳沢光被（みつひ）〈従五位下・伊勢守〉
7. 柳沢光昭（みつてる）〈従五位下・伊勢守〉
8. 柳沢光邦（みつくに）〈従五位下・刑部少輔〉

## 幕末の領地
- 越後国
  - 蒲原郡のうち - 43村（うち15村を第1次新潟県、11村を三日市藩、5村を村上藩、2村を新発田藩に編入）

明治維新後に、蒲原郡43村（旧水原代官所管轄の幕府領25村、旗本領14村、会津藩領6村、三日市藩領1村）が加わった。なお相給も存在するため、村数の合計は一致しない。